# Philippus Boone
Philippus Jacobus Boone (Meteren, 1774 – 30 januari 1852) was een Frans-Vlaams militair die in Engelse dienst vocht in de Eerste en de Tweede Coalitieoorlog. Op hoge leeftijd schreef hij er een autobiografisch reisverhaal over.

## Leven
Hoewel zijn Vlaamse geboortedorp tot Frankrijk behoorde, kreeg Boone onderwijs in het Nederlands. Tijdens de Franse Revolutie werd hij in 1793 gemobiliseerd door de levée en masse. Omdat zijn regiment Pollinkhove moest plunderen, besloot hij gedegouteerd te deserteren. Hij vluchtte naar Duinkerke en Passendale, waar hij in 1794 overliep naar het contrarevolutionaire emigrantenleger, meer bepaald naar het Engelse regiment van Rohan. In deze eenheid nam Boone deel aan een veldtocht langs Groningen naar de streek van Hannover, waar ze een nederlaag leden. Via Kopenhagen en Engeland werd zijn regiment in 1796 overgezet naar de Antillen. Nadat het in Saint-Domingue (Haïti) een slavenopstand had onderdrukt, voer het in 1797 weer naar Engeland, waar het werd ontbonden. 
Boone kon niet terug naar zijn vaderland en nam dienst in een ander Engels emigrantenregiment, Loyal Émigré, dat naar Belém in Portugal werd gestuurd om de strijd aan te gaan de legers van Napoleon Bonaparte. In 1801 werd hij gedemobiliseerd en naar Portsmouth overgezet. Toen hij in 1802 vernam dat Frankrijk na de Vrede van Amiens een algemeen pardon uitvaardigde voor emigranten en deserteurs, keerde hij terug naar Meteren.
Aan het begin van de Restauratie werd Boone in 1815 de décoration du Lys toegekend en vanaf 1826 ontving hij een veteranenpensioen van 150 frank. Drie jaar voordien was hij schoolmeester geworden, wat hij bleef tot zijn vijfenzeventigste. Kort voor zijn dood stelde hij zijn soldatenavonturen op schrift.
Hij was getrouwd met Françoise Collette Schrevel en na haar dood met Rosalie Pupe.

## Geschrift
Het handschrift van Boone's reisverhaal berust in de archieven van de Katholieke Universiteit Rijsel:
- Gelukkige en Verre Reyze gedaen en beschreven door Philippus Boone gewezen schoolmeester tot Meteren (1849)